# СКА-065
СКА-065 — советский малый охотник типа МО-4, служивший на Черноморском флоте ВМФ СССР в годы Великой Отечественной войны.
Единственный корабль 4-го ранга (боевой катер) ВМФ СССР, удостоенный гвардейского почётного наименования, и единственный гвардейский корабль (катер) советских пограничных войск.

## Служба
Построен на ленинградской Судостроительной верфи Морской пограничной охраны НКВД СССР в 1938 году и вошёл в состав Морпогранохраны НКВД СССР в качестве пограничного сторожевого катера, получив обозначение ПК-125. Перед войной катер входил в состав 4-го Черноморского отряда пограничных судов Молдавского пограничного округа, базировавшегося на дунайский порт Вилково.
С началом войны катер был передан в оперативное подчинение Черноморскому флоту, вместе с другими пограничными судами и личным составом Морпогранохраны НКВД СССР западных пограничных округов, 23 июня 1941 года переданных ВМФ СССР в оперативное подчинение, а после 23 сентября 1941 года вошедших в состав ВМФ СССР уже организационно. В ходе приграничных сражений в Молдавии днём 22 июня 1941 года ПК-125 под командованием лейтенанта Тимошенко провёл первую боевую операцию, уничтожив выявленный разведкой румынский наблюдательный пикет у селения Новая Килия. С 24 июня участвовал в высадке Дунайского десанта (с катера высаживались пограничники 79-го Измаильского пограничного отряда), а затем в обеспечении доставки грузов на захваченный плацдарм и в эвакуации десантников с него 19 июля 1941 года. На Дунае экипаж катера сбил 2 вражеских самолёта.
В конце июля катер прибыл в Одессу, включен в состав Охраны водного района (ОВР) Одесской ВМБ, участвовал в обороне Одессы, в том числе и в высадке 22 сентября 1941 года Григорьевского десанта.
После эвакуации из Одессы с октября 1941 года находился в Севастополе, где в декабре 1941 года был организационно зачислен в состав 4-го дивизиона сторожевых катеров ОВР Главной базы и переименован в СКА-074. В марте 1942 года зачислен в состав 5-го дивизиона сторожевых катеров Туапсинской ВМБ и получил обозначение СКА-065.
Практически непрерывно выполнял боевые задания по несению дозорной службы, сопровождению транспортов, перевозки войск, эвакуации раненных и гражданского населения, борьбой с минными заграждениями противника. Во время оборонительного этапа битвы за Кавказ при отходе советских войск в сентябре 1942 года в штормовую погоду при плохой видимости обнаружил и вывез морем из окружения в районе Солёного озера 82 бойцов и командиров во главе с майором Цезарем Куниковым, будущим героем десанта на «Малой земле». В высадке этого десанта под Новороссийском 22 февраля 1943 года катер тоже участвовал и вновь отличился, вывезя с необорудованного берега под обстрелом много раненых.
Экипаж катера СКА-065 совершил выдающийся коллективный подвиг 25 марта 1943 года, имея задачу охранения транспорта «Ахиллеон» и трёх шхун из Туапсе с грузами на плацдарм «Малая земля». Сначала в районе Джубгы советский конвой обнаружили и атаковали 2 немецких торпедных катера («шнелльботы»). СКА-065, поставив дымовую завесу, огнём орудий сорвал атаку противника. «Шнелльботы», уклоняясь от заградительного огня советского катера и потеряв цель за дымовой завесой, ушли в море.
В районе Фальшивого Геленджика при волнении моря до 7 баллов конвой подвергся налётам бомбардировщиков противника, атаковавших группами по 3—5 самолётов, сменяя друг друга в течение 7 часов (всего свыше 30 самолётов — сначала атаковали пикировщики Junkers Ju 87, а затем к атаке присоединились бомбардировщики Junkers Ju 88). Прикрывая тихоходный транспорт и отвлекая атаки самолётов на себя, командир катера старший лейтенант Павел Сивенко непрерывно маневрировал, постоянно меняя курс и скорость. Экипаж сторожевого катера огнём пушек и пулемётов отразил несколько атак немецких бомбардировщиков, сбросивших на маленький корабль и охраняемый им транспорт свыше 100 авиабомб.
В ходе боя катер получил около 2000 крупных и мелких осколочных пробоин выше и ниже ватерлинии. От полученных повреждений сместилась рулевая рубка, были сорваны ограждение ходового мостика и носовое 45-мм орудие со своего фундамента, пробиты левая топливная и две масляные цистерны, повреждены трубопроводы различного назначения и электропроводка, разрушена левая скула корпуса (общая площадь разрушений около 27 м²), повреждена верхняя палуба (площадь повреждений около 4 м²), а также правый борт в носовой части (площадь повреждений около 3 м²), разбит форштевень, образовалась течь в корпусе — таков неполный перечень неисправностей. Но, тем не менее, малый охотник продолжал вести огонь и уклоняться от падающих бомб. От затопления носовых отсеков образовался 15-градусный дифферент на нос. Экипаж отбивался от врага и одновременно боролся за живучесть СКА-065. Потери на тот момент составляли: 1 погибший (комендор старший краснофлотец Иван Перевозников) и 11 тяжелораненых (один из раненых — старпом лейтенант Яков Мазлер — скончался позднее в госпитале). Уцелевшие семь человек во главе с командиром делали всё, чтобы спасти свой катер.
Геройский подвиг совершил командир отделения минёров старшина 2-й статьи Григорий Куропятников, которому осколком снаряда оторвало кисть левой руки. Но он не покинул боевого поста и продолжал стрелять из пулемёта. Увидев, что на корме горят дымовые шашки МДШ, предназначенные для постановки дымовых завес, установленные по 3 штуки на каждый бомбосбрасыватель (сверху над глубинными бомбами), из-за чего в любую минуту может произойти взрыв, он собрав последние силы кинулся на корму. Развязав единственной рукой и зубами найтовы, которыми МДШ были принайтованы к бомбосбрасывателю, Куропятников стал сбрасывать шашки за борт. Гибель катера была предотвращена.
Израсходовав весь боезапас самолёты противника улетели, к конвою подоспело прикрытие — советские истребители. Заглохшие двигатели СКА-065 были введены в строй через 40 минут. Катер догнал «Ахиллеон» и самостоятельно преодолел оставшиеся 50 миль до базы.
После этого боя приказом народного комиссара ВМФ № 263 от 25 июля 1943 года (по другим источникам, от 27 июля 1943 года) катеру СКА-065, единственному среди боевых катеров всех флотов ВМФ СССР, присвоено почётное наименование «гвардейский». Весь экипаж был награждён орденами и медалями (лейтенант Я. А. Мазлер орденом Отечественной войны I степени посмертно), старшина 2-й статьи Г. А. Куропятников удостоен звания Героя Советского Союза. Командир катера старший лейтенант П. П. Сивенко был награждён орденом Красного Знамени, и кроме того в числе других советских моряков 23 июля 1943 года был награждён президентом США медалью «За выдающуюся службу» ВМС США (на основании данного подвига).
Всего же за годы войны экипаж СКА-065 выходил в море около 600 раз для выполнения боевых заданий, прошёл около 32 000 миль, 140 суток нёс дозорную службу, участвовал в охранении 118 судов и транспортов, высадил более 1840 десантников в десантных операциях, а также 4 диверсионно-разведывательные группы (69 человек) в тылу противника, вывез 1028 раненых, произвёл 12 обстрелов береговых объектов противника, произвёл 5 разведок у занятого противником побережья, выполнил 3 боевых траления, в ходе которых обнаружил и уничтожил 8 мин, 10 раз оказывал в море помощь повреждённым кораблям и гидросамолётам; 216 раз подвергался атакам авиации, при этом сбил 3 самолёта и 6 подбил. 7 мая 1944 года катер был переименован в МО-65.
В июле 1945 года гвардейский катер МО-65 (бывший СКА-065) был возвращён в состав Морпогранохраны НКВД СССР. В качестве пограничного сторожевого катера, 21 сентября 1945 года получившего обозначение ПК-65, продолжал службу в составе морских частей пограничных войск, 28 марта 1957 года перешедших в ве́дение КГБ при СМ СССР. 19 сентября 1957 года был переклассифицирован в пограничный сторожевой корабль, получив обозначение ПСКР-31, а затем списан 11 ноября 1957 года.
В настоящее время гвардейский военно-морской флаг пограничного сторожевого катера ПК-65 (бывшего МО-65) хранится в Центральном пограничном музее ФСБ России. Там же выставлен и 12,7-мм пулемёт ДШК, из которого вёл огонь Герой Советского Союза Г. А. Куропятников.

## Командиры катера
- лейтенант Тимошенко;
- старший лейтенант П. П. Сивенко (февраль 1942 г. — июль 1943 г.);
- капитан 3-го ранга Шавлак (1950-е гг.).